# نیکولوز باسیلاشویلی
نیکولوز باسیلاشویلی (گرجی: ნიკოლოზ ბასილაშვილი؛ زادهٔ ۲۳ فوریهٔ ۱۹۹۲) تنیس‌باز اهل گرجستان است.